# Berthold Wiese
Berthold Heinrich Friedrich Wiese (* 19. Dezember 1859 in Rostock; † 3. Mai 1932) war ein deutscher Romanist und Italianist.

## Leben und Werk
Wiese promovierte 1883 bei Adolf Tobler in Berlin mit der Arbeit Über die Sprache des Tesoretto Brunetto Latino's und war Oberrealschulprofessor am Grossherzoglichen Real-Gymnasium in Ludwigslust. Er besetzte von 1889 bis zu seinem Ruhestand 1925 das Italienischlektorat der Universität Halle (ab 1914 als Professor). Er unterrichtete bis zu seinem Todesjahr. Er war Mitglied der Hallenser Freimaurerloge Zu de drei Degen.

## Weitere Werke
- als Herausgeber: Leonardo Giustiniani: Poesie edite ed inedite (= Scelta di curiosità letterarie inedite o rare dal secolo XIII al XIX. Bd. 193, ZDB-ID 404887-8). Romagnoli, Bologna 1883 (Ristampa fotomeccanica. Commissione per i testi di lingua, Bologna 1968).
- als Herausgeber: Eine altlombardische Margarethen-Legende. Passio sanctae Margaritae virginis et martyris. Kritischer Text nach 8 Handschriften mit einleitenden Untersuchungen. Niemeyer, Halle (Saale) 1890.
- mit  Erasmo Pèrcopo: Geschichte der italienischen Litteratur von den ältesten Zeiten bis zur Gegenwart (= Sammlung illustrierter Litteratur-Geschichten. Bd. 3). Bibliographisches Institut, Leipzig u. a. 1899 (Neuer Abdruck. ebenda 1910).
- als Bearbeiter: Rudolf Kleinpaul: Italienischer Sprachführer. Konversations-Wörterbuch. 3. Auflage. Neubearbeitet von Berthold Wiese. Bibliographisches Institut, Leipzig u. a. 1901 (mehrere folgende Auflage).
- Altitalienisches Elementarbuch (= Sammlung romanischer Elementar- und Handbücher. Reihe 1: Grammatiken. Bd. 4, ZDB-ID 519011-3). Winter, Heidelberg 1904 (2., verbesserte Auflage. ebenda 1928).
- als Herausgeber: Das Ninfale Fiesolano Giovanni Boccaccios. Kritischer Text (= Sammlung romanischer Elementar- und Handbücher. Reihe 5: Untersuchungen und Texte. Bd. 3, ZDB-ID 519015-0). Winter, Heidelberg 1913.
- als Herausgeber: Dante: La divina commedia. Bremer Presse, München 1921.
- als Herausgeber: Dante: Das neue Leben (= Reclams Universal-Bibliothek. Bd. 1153, ZDB-ID 134899-1). Unter Zugrundelegung der Übersetzung von Witte-Kannegiesser. Reclam, Leipzig 1921 (2. Auflage. (= Insel-Bücherei. Bd. 101, ISSN 0233-1047). Insel-Verlag, Leipzig 1965).
- als Herausgeber: Dante: Lyrische Gedichte (= Reclams Universal-Bibliothek. Bd. 1211). Unter Zugrundelegung der Übersetzung von Witte-Kannegiesser. Reclam, Leipzig 1921.
- als Herausgeber: Dante: Göttliche Komödie (= Reclams Universal-Bibliothek. Bd. 796/800). Übersetzt von Karl Witte. Reclam, Leipzig 1922 (mehrere folgende Auflage).